# Saussemesnil
Saussemesnil település Franciaországban, Manche megyében. Lakosainak száma 912 fő (2022. január 1.). Saussemesnil Brix, Le Mesnil-au-Val, Montaigu-la-Brisette, Saint-Joseph, Tamerville és Gonneville-le-Theil községekkel határos.

## Népesség
A település népessége az elmúlt években az alábbi módon változott:
| Lakosok száma | 726  | 772  | 853  | 917  | 917  | 910  | 884  | 880  | 882  | 912  |
|               | 1968 | 1982 | 1990 | 2006 | 2013 | 2015 | 2017 | 2019 | 2020 | 2022 |